# Atya
Atya (лат.) — род креветок из семейства Atyidae инфраотряда Caridea. Известно около 10 вида.

## Распространение
Род пресноводных креветок, распространённых на Антильских островах, вдоль атлантического и тихоокеанского склонов Центральной и Южной Америки и в западной Африке. Представители рода Atya обитают, главным образом, только на Американском и Африканском континентах. На первом он распространен на тихоокеанском побережье от 28° с. ш. до 8° ю. ш., а на атлантическом водоразделе — от тропика Рака до 27° ю. ш. В Африке ареал приурочен к атлантическому склону и расположен между 15° с. ш. и 9° ю. ш..

## Описание
Представители рода имеют пигментированное тело довольно большого для креветок размера (около 10 см), хорошо развитые глаза, рострум не сильно сжат по бокам. Передний край карапакса вооружен усиковыми и птеригостомиальными шипами, последний иногда редуцирован до угла; орбитальный шип отсутствует. Вентральный край второй-пятой брюшных плевр со склеротизованными шипиками или без них. Тельсон с парными дугообразными рядами от 5 до 9 шипов у взрослых; заднебоковые углы от субострых до острых продолжены 2 парами мезиально расположенных шипов, более мезиальная пара длиннее. Базальный сегмент усика с дорсальными роговыми шипиками или без них проксимально к серии, окаймляющей дистальный край. Жгутиковая долька первого максиллипеда хорошо развита. Третья максиллипеда никогда не заканчивается в шипик, дистальные 2 подомера с несколькими косыми рядами простых волосков и с меньшим числом сильно склеротизованных, бисератных. Перейоподы без экзопод. Первый и второй перейоподы с полностью разделенными клешнями; пальцы субравные по длине и окаймлены кисточками длинных волосков; карпус обоих придатков выемчатый дистально, значительно короче ширины и короче пальцев. Ветви состоят из 5 плевробранхий, 3 артобранхий, 1 подобранхия, 5 эпипод и 5 мастигобранхий.

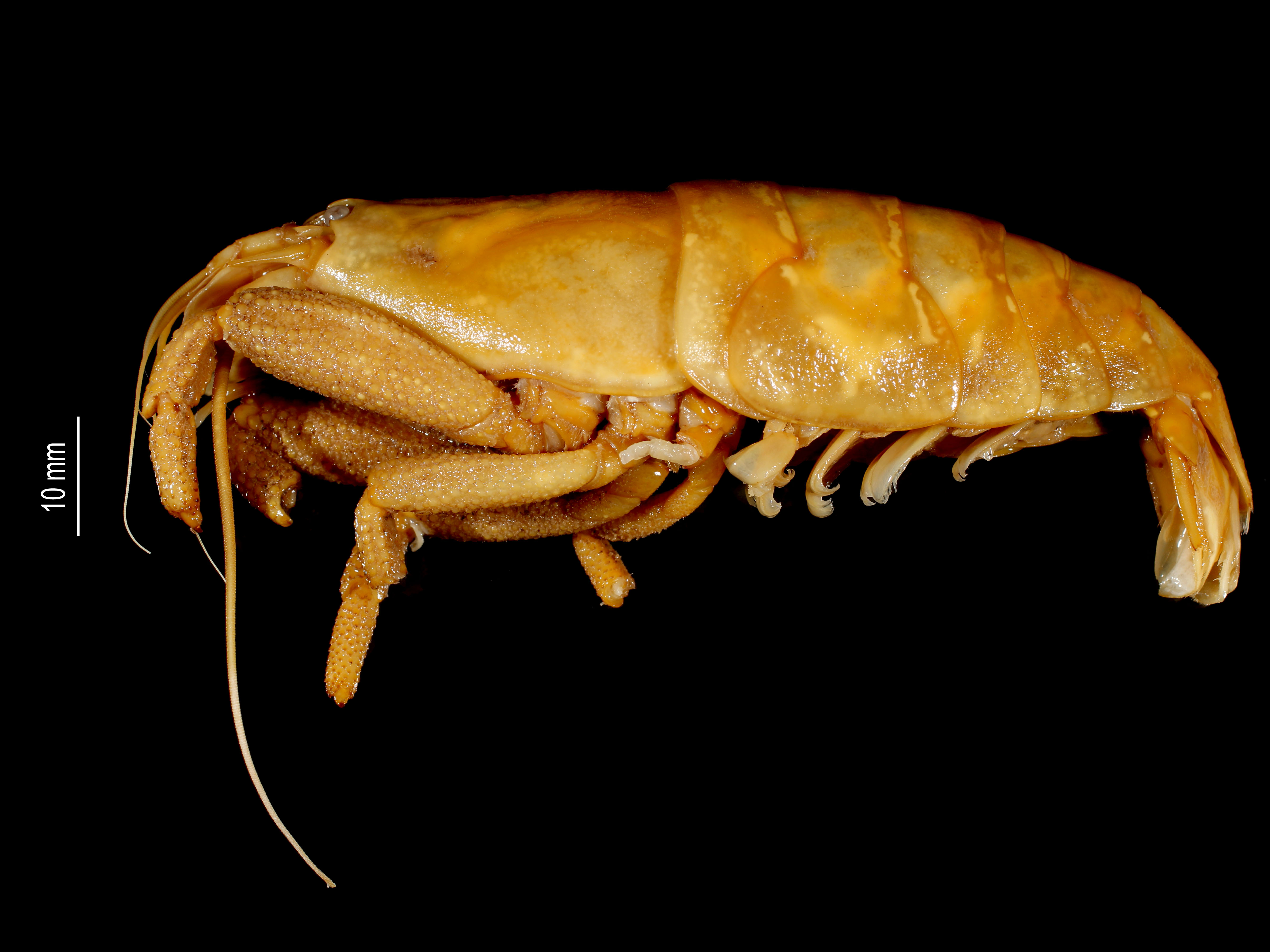
Atya innocous
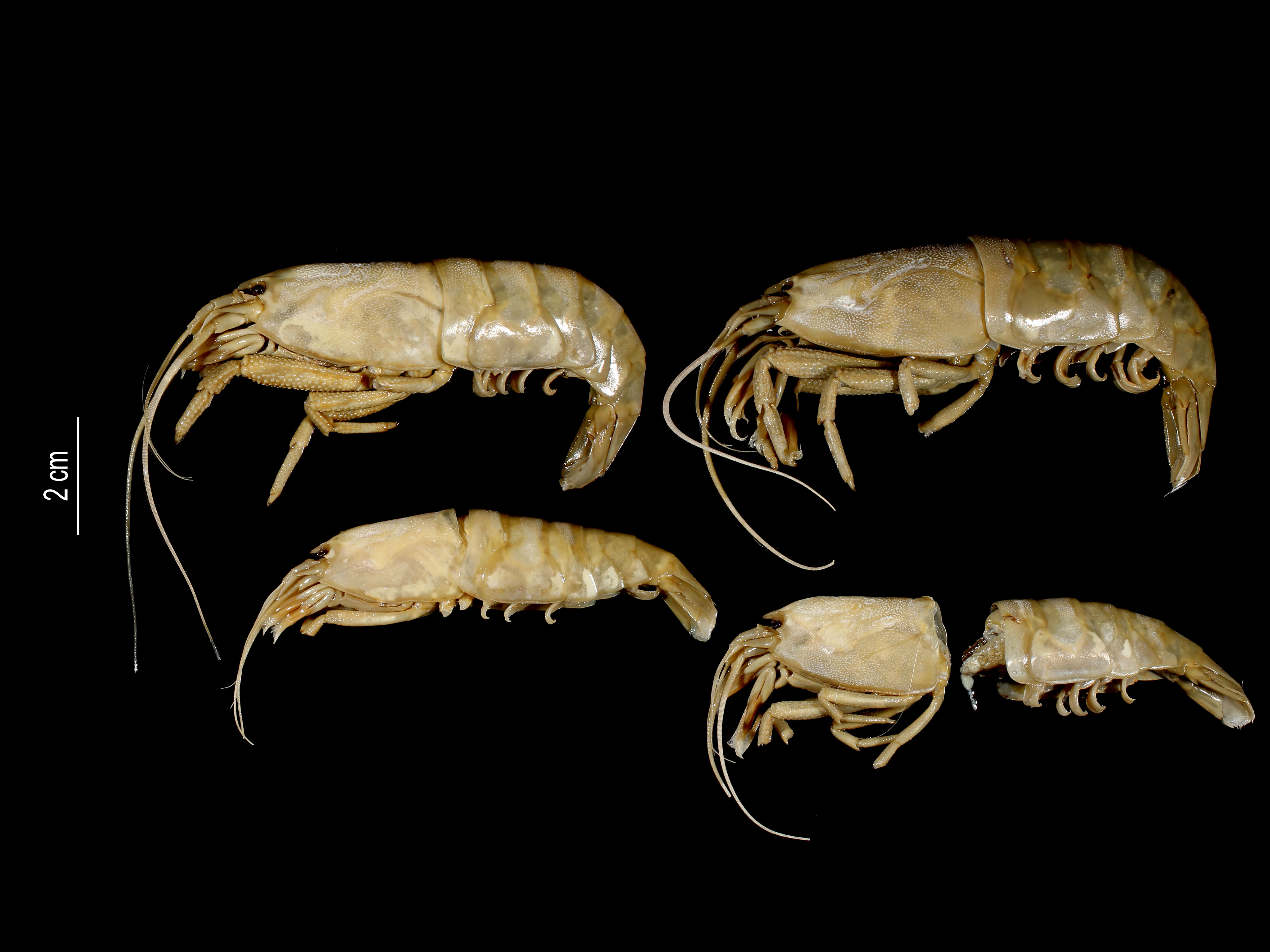
Atya intermedia
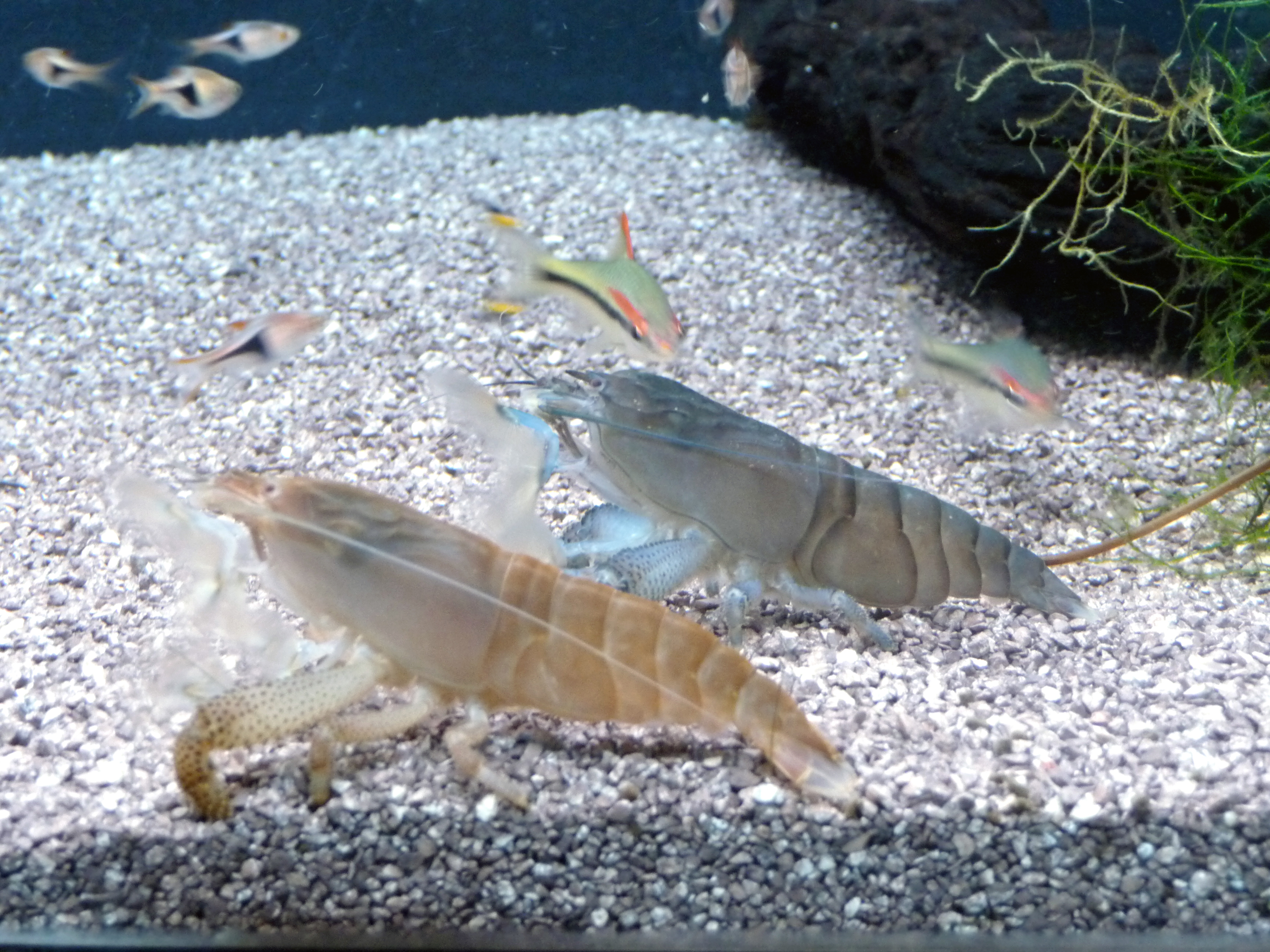
Atya gabonensis
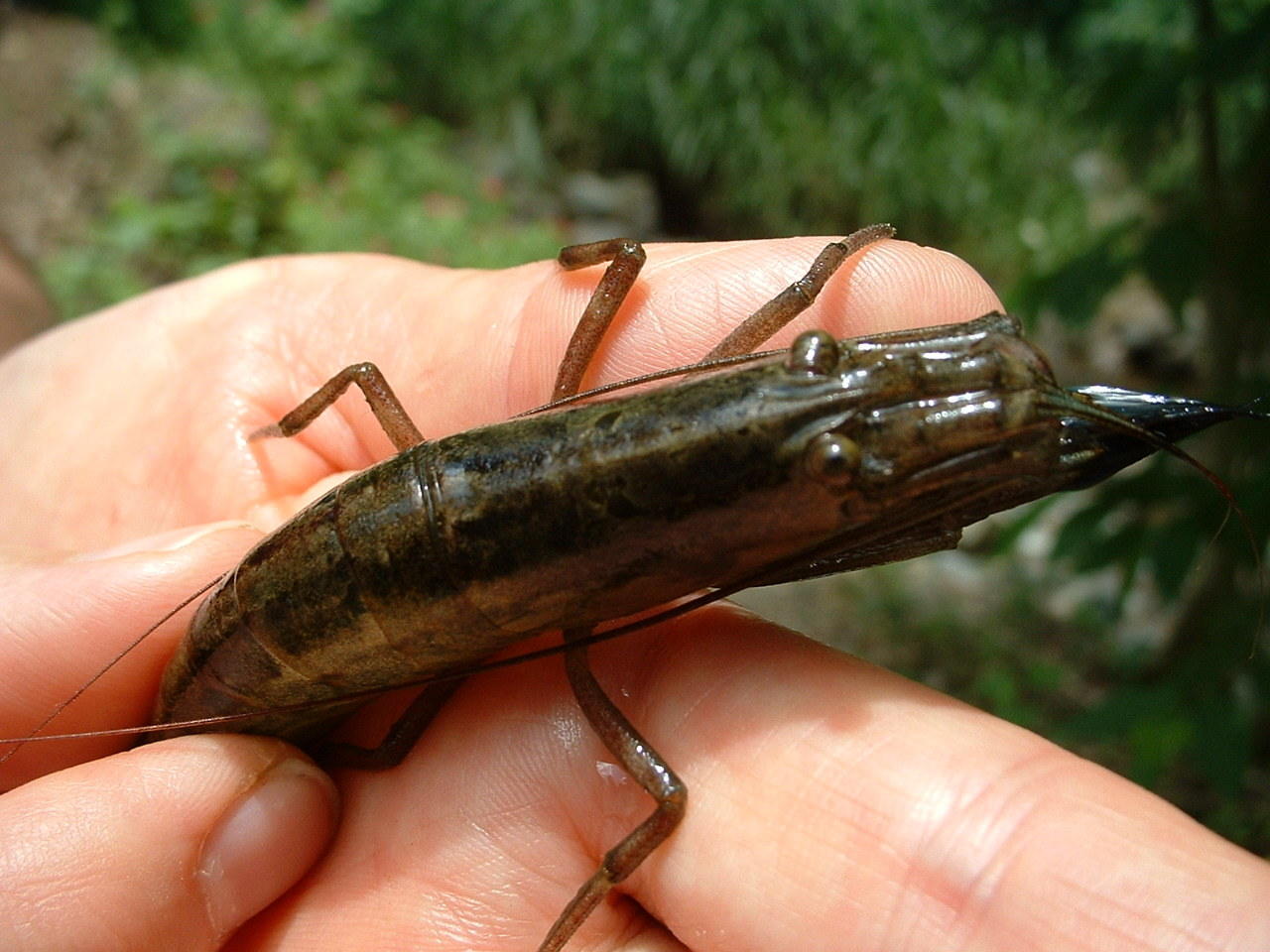
Atya lanipes

## Классификация
Известно около 10 видов. Род был впервые выделен в 1815 году английским зоологом Уильямом Личем. Часть видов была перенесена в другие роды, в том числе Индо-Тихоокеанские в Atyopsis.
- Atya abelei Felgenhauer & Martin, 1983
- Atya africana Bouvier, 1904
- Atya brachyrhinus Hobbs & Hart, 1982
- Atya crassa (Smith, 1871)
- Atya dressleri Abele, 1975
- Atya gabonensis Giebel, 1875
- Atya innocous (Herbst, 1792)
- Atya intermedia Bouvier, 1904
- Atya lanipes Holthuis, 1963
- Atya limnetes Holthuis, 1986
- Atya margaritacea A. Milne-Edwards, 1864
- Atya ortmannioides Villalobos F., 1956
- Atya scabra (Leach, 1816)typus
- Atya tenella Smith, 1871

## Охраняемый статус
Некоторые виды рода внесены в Красный список угрожаемых видов МСОП (The IUCN Red List of Threatened Species; «Международная Красная книга») как исчезающие и уязвимые.
 Atya brachyrhinus
 Atya intermedia
 Atya ortmannioides